# Lijst van voetbalinterlands Burundi - Kenia
Deze lijst van voetbalinterlands is een overzicht van alle officiële voetbalwedstrijden tussen de nationale teams van Burundi en Kenia. De landen speelden tot op heden tien keer tegen elkaar. De eerste ontmoeting was een vriendschappelijke wedstrijd op 30 september 2000 in Nairobi. Het laatste duel, een kwalificatiewedstrijd voor het Wereldkampioenschap voetbal 2026, werd gespeeld in Lilongwe (Malawi) op 7 juni 2024.

## Wedstrijden
| №  | Plaats        | Datum             | Competitie                                        | Wedstrijd       | Uitslag |
| -- | ------------- | ----------------- | ------------------------------------------------- | --------------- | ------- |
| 1  | Nairobi       | 30 september 2000 | Vriendschappelijk                                 | Kenia − Burundi | 1 − 0   |
| 2  | Nairobi       | 3 oktober 2000    | Vriendschappelijk                                 | Kenia − Burundi | 2 − 3   |
| 3  | Arusha        | 3 december 2002   | CECAFA Cup 2002                                   | Kenia − Burundi | 1 − 1   |
| 4  | Dar es Salaam | 12 december 2007  | CECAFA Cup 2007                                   | Burundi − Kenia | 1 − 0   |
| 5  | Kampala       | 8 januari 2009    | CECAFA Cup 2008                                   | Burundi − Kenia | 0 − 1   |
| 6  | Bujumbura     | 16 december 2012  | African Championship of Nations 2014 kwalificatie | Burundi − Kenia | 1 − 0   |
| 7  | Nairobi       | 6 januari 2013    | African Championship of Nations 2014 kwalificatie | Kenia − Burundi | 0 − 0   |
| 8  | Nairobi       | 15 juli 2014      | Vriendschappelijk                                 | Kenia − Burundi | 0 − 0   |
| 9  | Kisumu        | 14 december 2017  | CECAFA Cup 2017                                   | Kenia − Burundi | 1 − 0   |
| 10 | Lilongwe      | 7 juni 2024       | WK 2026 kwalificatie                              | Kenia − Burundi | 1 − 1   |

## Samenvatting
| Competitie                                   | Totaal gespeeld | Winst Burundi | Gelijk | Winst Kenia | Doelsaldo Burundi – Kenia |
| -------------------------------------------- | --------------- | ------------- | ------ | ----------- | ------------------------- |
| WK-kwalificatie                              | 1               | 0             | 1      | 0           | 1 − 1                     |
| African Championship of Nations-kwalificatie | 2               | 1             | 1      | 0           | 1 − 0                     |
| CECAFA Cup                                   | 4               | 1             | 1      | 2           | 2 − 3                     |
| Vriendschappelijk                            | 3               | 1             | 1      | 1           | 3 − 3                     |
| Totaal                                       | 10              | 3             | 4      | 3           | 7 − 7                     |

Wedstrijden bepaald door strafschoppen worden, in lijn met de FIFA, als een gelijkspel gerekend.